# Místní referendum o zákazu hazardu v Olomouci

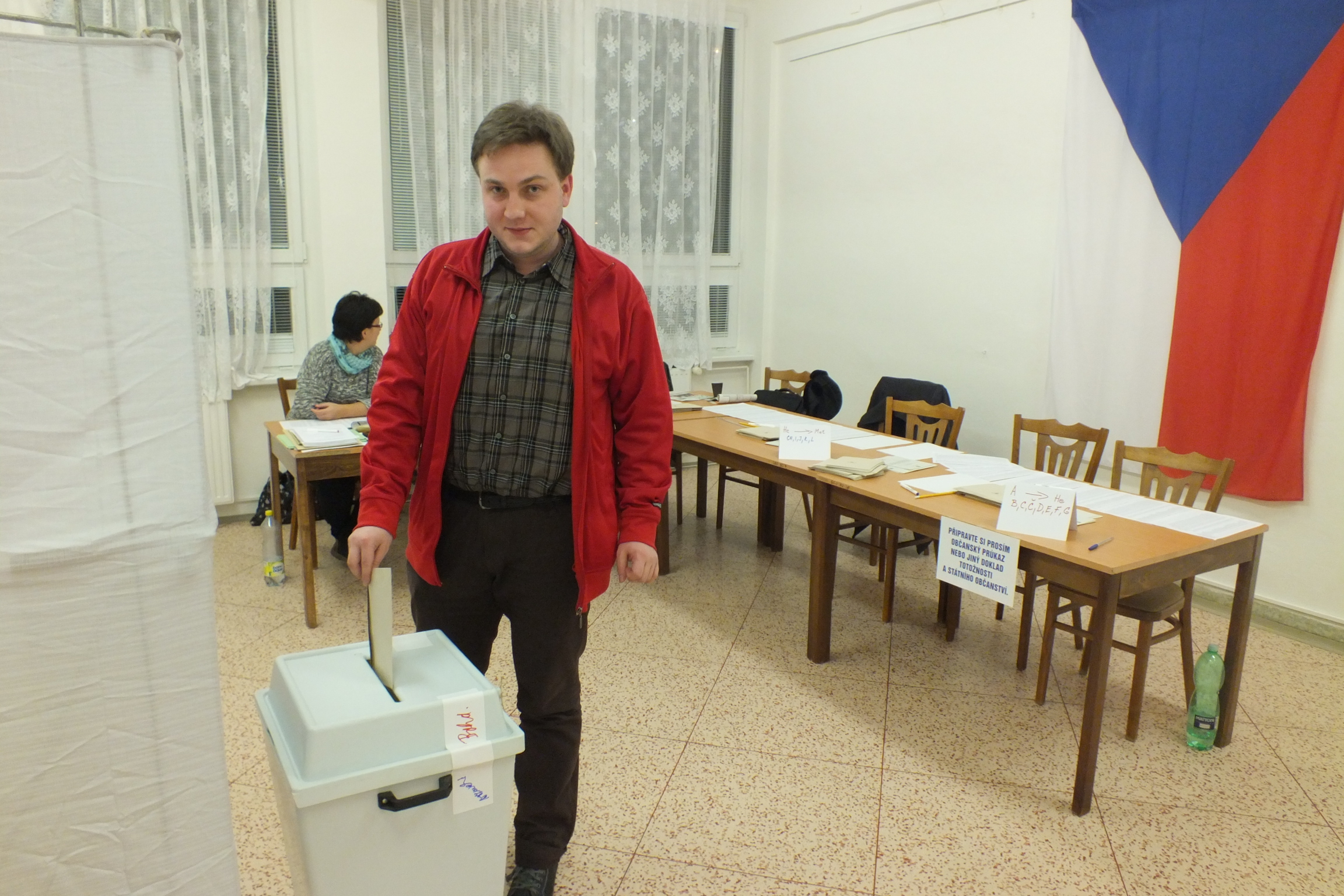
Volič odevzdává svůj hlas v místním referendu o zákazu hazardu v Olomouci, volební místnost okrsku č. 70.

Místní referendum o zákazu hazardu v Olomouci, které bylo vyhlášeno na základě petice olomouckých občanů, jež požadovala zákaz hazardních her na území města, proběhlo 12. prosince 2014. Pro zákaz hlasovalo 95,5 % zúčastněných voličů, ovšem referendum bylo z důvodu malé účasti prohlášeno za neplatné, neboť k urnám dorazilo jen 8,2 % oprávněných voličů, přičemž ze zákona byla nutná nejméně 35% účast.

## Předchozí pokusy o omezení hazardu v Olomouci
Zastupitelstvo města Olomouce se pokusilo hazard ve městě omezit obecně závaznými vyhláškami schválenými v únoru a v prosinci roku 2013 (OZV č. 1/2013 a 5/2013). Počet míst na území města, kde bylo povoleno hraní hazardních her a provozování loterií, byl omezen z předchozích 113 adres na 57 plus dalších 14 míst povolených dočasně do konce roku 2014. Vyhlášky sice omezily množství heren, ovšem v jejich důsledku nedošlo téměř k žádnému snížení počtu hracích automatů a videoloterijních terminálů, spíše jen k jejich koncentraci na povolených adresách. Zatímco před rokem 2013 se v Olomouci jejich počet pohyboval mezi 1300 a 1500, pak v květnu 2014 činil 1299 ks, což je asi 1 hrací přístroj na 77 obyvatel. Podle iniciativy Olomouc bez hazardu jde o druhé nejhorší číslo v republice (po Teplicích).

## Petice
První protestní protihazardní petice proběhla v Olomouci již v únoru 2013 v době přípravy první ze zmíněných vyhlášek. Celkem 1811 olomouckých občanů se v ní vyjádřilo proti záměru přeměnit budovu bývalého divadla v městské části Hodolany v kasino, což tato vyhláška výslovně umožňovala, ovšem rozhodnutí městského zastupitelstva nezvrátili.
Na začátku května 2014 zahájil přípravný výbor, který tvořilo pět členů sdružení Občané pro Olomouc, sběr podpisů pod petici žádající vypsání místního referenda o úplném zákazu hazardních her na území města. Podpořily je v tom mj. Hnutí DUHA a Agentura rozvojové a humanitární pomoci Olomouckého kraje. 13. května pak svou kampaň na podporu petice zahájila občanská iniciativa Olomouc bez hazardu, jejíž představitelé argumentovali, že hazard je pro společnost finanční zátěží a je spojen s kriminalitou. Z politických stran a hnutí ji výslovně podpořilo jen zmíněné sdružení Občané pro Olomouc, v němž se před komunálními volbami 2014 v Olomouci spojily Strana zelených, Česká pirátská strana a někteří nezávislí kandidáti. Ostatní strany zachovaly zdrženlivý postoj, především kvůli obavám, že by město přišlo o příjmy, které z hazardu má.
Podle zákona 22/2004 Sb. o místním referendu musí být návrh přípravného výboru na konání místního referenda ve městě s počtem 20 000 – 200 000 obyvatel podpořen podpisy alespoň 10 % občanů, což v případě Olomouce činilo 8160 obyvatel. Aktivistům se nakonec podařilo sehnat 8873 podpisů, které 12. srpna odevzdali úředníkům magistrátu, ovšem při kontrole bylo zjištěno, že asi 1000 podpisů je neplatných. Petiční výbor proto 28. srpna sběr podpisů obnovil a ještě téhož dne je opět odevzdal. Konečný počet obyvatel, kteří vyhlášení referenda podpořili, byl 8175.

## Příprava referenda
Občanům města měla být v referendu položena otázka „Souhlasíte s tím, aby statutární město Olomouc učinilo veškeré kroky vedoucí k zákazu provozování loterií a sázkových her, zejména výherních hracích přístrojů a interaktivních videoloterijních terminálů a jiných obdobných přístrojů uvedených v § 2 písm. e), g), i), j), l), m) a n) a v § 50 odst. 3 zákona o loteriích a jiných podobných hrách, a to na celém svém území?“. Zastupitelstvo města stanovilo termín jeho konání na 12. prosince 2014.
Aktivisté původně žádali, aby byl termín referenda spojen s termínem konání komunálních voleb 10.–11. října 2014, od čehož si slibovali vyšší účast. Městské zastupitelstvo to však zamítlo, což odůvodnilo technickými potížemi a údajně vyššími náklady v případě společného termínu. Jako další překážku vedení města uvedlo, že v referendu nelze rozhodovat o změně či zrušení městské vyhlášky, ovšem případný úspěch chystaného referenda by právě k takové změně vedl. Proto bylo údajně potřeba otázku nejprve konzultovat s Ministerstvem vnitra ČR.

## Názory politických stran na referendum
Zástupci všech velkých politických stran ve městě se k záměru zakázat úplně hazard postavili negativně, byť současně připouštěli, že určitá regulace je potřeba. Jediným významnějším politickým subjektem, který ho otevřeně prosazoval, tedy zůstalo sdružení Občané pro Olomouc.
Antonín Staněk (ČSSD), Aleš Jakubec (TOP 09), Milan Feranec (ANO) a Miroslav Marek (KSČM) vyjádřili obavu, že zákaz by vedl k rozšíření nelegálních heren. Martin Major (ODS) se obával, že prohibice by vedla k finančnímu výpadku v městském rozpočtu. Podobně se krátce před referendem vyjádřil také Antonín Staněk, který se mezitím po komunálních volbách v říjnu 2014 stal novým primátorem města. Podle něj se městské příjmy z heren pohybovaly mezi 90 a 100 milióny korun.
Zástupce iniciativy Olomouc bez hazardu a současně politického sdružení Občané pro Olomouc Michal Krejčí (Liberálně ekologická strana) argumenty oponentů odmítl s tím, že v jiných městech či městských částech, kde k zákazu přikročili, žádný výrazný nárůst ilegálních heren nezaznamenali. Jako nevýznamný označil i finanční argument, neboť zmíněná částka tvořila jen asi 4,5 procenta celého rozpočtu města.

## Referendum
Referendum proběhlo v pátek 12. prosince 2014 v době od 14 do 22 hodin. Z celkového počtu 81 494 oprávněných olomouckých voličů svůj hlas odevzdalo 6685 občanů (t. j. 8,2 %), z nichž 6389 (t. j. 95,5 % zúčastněných a 7,8 % oprávněných voličů) hlasovalo pro zrušení hazardu, 247 proti a 21 občanů se zdrželo hlasování (tj. odevzdali hlasovací list bez vyznačené odpovědi). Požadavek zákona o místním referendu, aby se místního referenda zúčastnilo nejméně 35 % občanů zapsaných v seznamech oprávněných voličů, tedy nebyl splněn a referendum bylo prohlášeno za neplatné. Nejvyšší účast byla zaznamenána v jednom ze čtyř okrsků v místní části Hodolany, a to 16 %.
Hlasování probíhalo v 89 hlasovacích okrscích a na jeho zajištění se podílelo 400 lidí. Finanční náklady byly odhadnuty na 1,4 milionu korun.
Podle olomouckého primátora Antonína Staňka výsledek znamenal, že Olomoučané podpořili vedení radnice v postupném omezování hazardu a nepřáli si jeho úplný zákaz. Pro další omezování se vyslovil i Michal Krejčí, který zdůraznil, že třebaže referendum nebylo platné, tak z občanů, kteří k němu dorazili, byla pro zákaz naprostá většina.